# Pinus parviflora
Pinus parviflora, el pino blanco japonés, es una especie arbórea de la familia de las pináceas. Es un pino en el grupo de los pinos blancos, Pinus, subgénero Strobus, originario de Japón. También se le conoce como Pinus pentaphylla, esto es, ‘pino de las cinco agujas’.

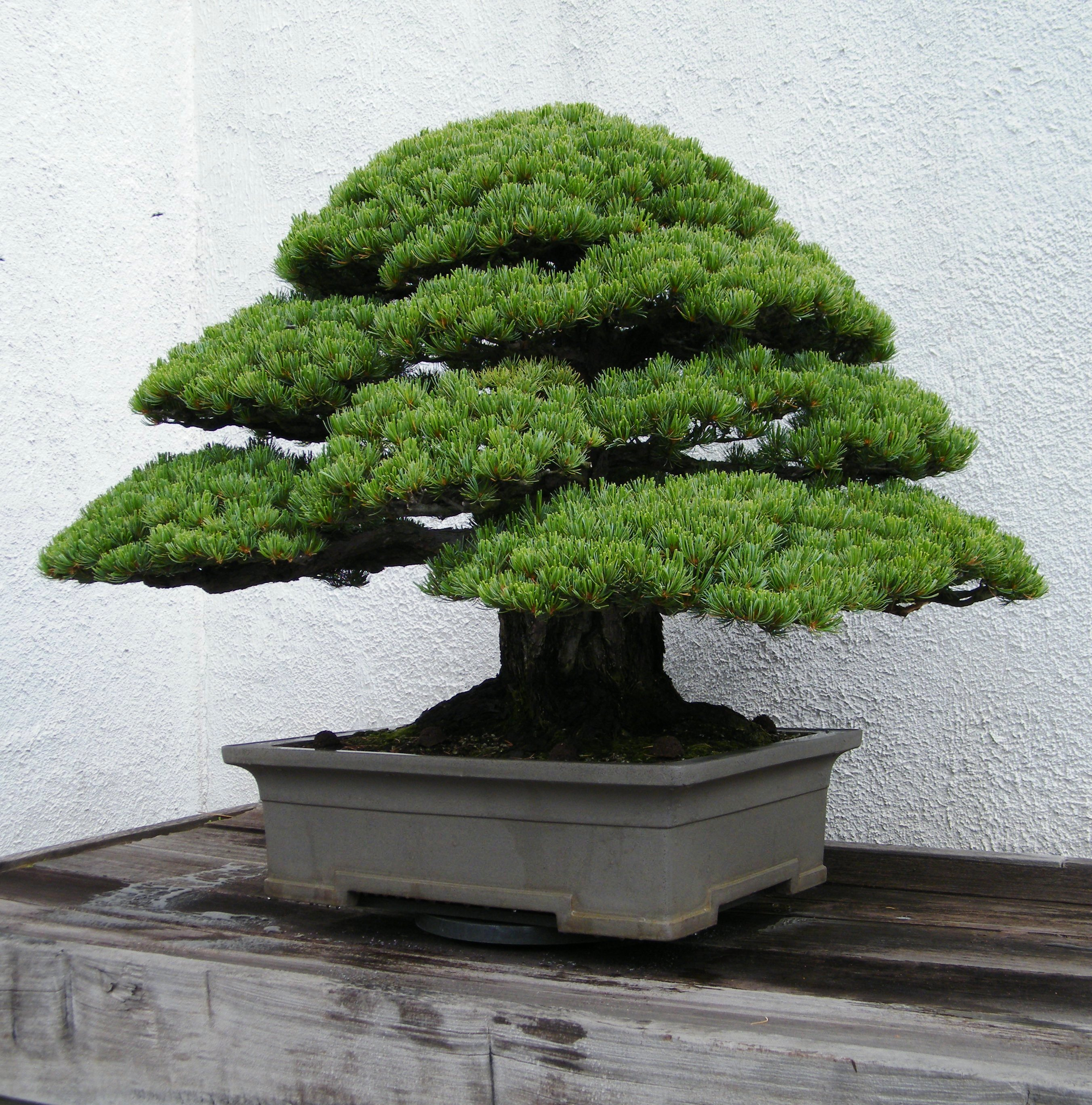
Como bonsái

## Descripción
Crece hasta 15-25 m (metros) de alto y generalmente es tan ancho como es alto, formando una corona cónica, densa y ancha. Las hojas son aciculares, en racimos de cinco, con una longitud de 5-6 cm (centímetros). Los estróbilos tienen 4-7 cm de largo, con escamas redondeadas y anchas; las semillas tienen 8-11 mm (milímetros) de largo, con un ala vestigial de 2-10 mm.
Este es un árbol popular para los bonsái, y es también un árbol hortícola popular en otros países.

## Taxonomía
Pinus parviflora fue descrita por Siebold & Zucc.  y publicado en Flora Japonica 2: 27, pl. 115. 1842.
Etimología
Pinus: nombre genérico dado en latín al pino.
parviflora: epíteto latino que significa ‘con flores pequeñas’.
Sinonimia
- Pinus cembra Thunb.
- Pinus cembra var. japonica J. Nelson
- Pinus heterophylla C.Presl
- Pinus himekomatsu Miyabe & Kudô
- Pinus mayrii Zabel
- Pinus pentaphylla var. himekomatsu (Miyabe & Kudô) Makino
- Strobus parviflora (Siebold & Zucc.) Moldenke[6][7]
- var. pentaphylla (Mayr) A.Henry
  - Pinus pentaphylla Mayr